# 威海大水泊国际机场
威海大水泊国际机场是中國一座军民合用機場，是山东省的第四大机场，年旅客吞吐量已经超过一百万人次。位于山东省威海市文登区大水泊镇，其位置靠近青荣城际的文登东站，但是没有便捷的换乘设施。由于烟台莱山机场搬迁到西北方向的蓬莱市，对于传统使用烟台机场的牟平区和威海市区的乘客可能会转而选择威海机场出行，两个机场的直线距离达到122公里，为威海机场赢得广阔的客源腹地。中华人民共和国民政部发布公告，原“威海大水泊机场”于2024年9月14日更名为“威海大水泊国际机场”。

## 歷史
- 1986年5月，山东省人民政府请示国务院、中央军委，要求利用中国人民解放军空军文登机场开展民用航空运输。
- 1988年2月9日，解放军总参谋部批复，同意威海市使用空军文登机场开展民用航空运输。
- 1992年7月5日，经国务院、中央军委批准，将空军文登机场辟为军民合用机场，并决定按4D级标准进行扩建改造。
- 1995年8月，历时3年、投资3.4亿元人民幣的威海机场扩建工程竣工。
- 1995年10月31日，经民航总局等部门一次总验合格，威海机场达到了民用机场通航要求，由民航总局颁发了《威海机场对民航运输企业开放使用许可证》。当日，中国东方航空山东分公司使用麦道-82型客机试航北京，获得成功。
- 1996年1月，威海机场正式投入运营。
- 2003年，威海市政府决定对机场进行全面改扩建，包括6,000平方米的国际航站楼装修改造和1.3万平方米的国内航站楼装修改造，并新增建筑面积3,000平方米，改造工程于2005年7月全部完工。
- 2004年9月30日，国务院正式批准威海机场对外开放。
- 2005年2月1日，威海机场通过国家口岸开放验收。
- 2005年3月27日，威海至首尔仁川的国际航線首航成功。
- 2013年12月31日，威海至台北的兩岸航線由中華航空首航成功。
- 2014年5月1日起，威海机场停航施工，开展适应性改造，改造内容包括增加国内航站楼座位（增加470个）、增设安检通道（由3个增为4个），增设值机柜台（由7个增加到11个），增加1个行李转盘，商务区增加到12个房间，停车位增加165个等。
- 2014年9月28日，威海机场适应性改造完成，正式复航。

## 航空公司与航点
| 航空公司     | 目的地 |
| ------------ | --- |
| 成都航空     | 上海/浦东、成都/双流、成都/天府、达州、重庆、宜昌、太原、郑州、洛阳、哈尔滨、大庆、佳木斯、牡丹江、抚远、长春、济宁、东营、菏泽 |
| 中国东方航空 | 上海/虹桥、上海/浦东、广州、合肥、重庆、西安、长春、丹东、南京                                                                  |
| 中国南方航空 | 重庆、武汉、哈尔滨、济宁 |
| 中国国际航空 | 北京/首都、哈尔滨、杭州、北京/大兴                                                                                              |
| 长龙航空     | 杭州、宁波、沈阳、长春 |
| 春秋航空     | 上海/浦东、南京、沈阳 |
| 山东航空     | 济南、深圳 |
| 天津航空     | 大连、温州 |
| 上海航空     | 上海/浦东、长春 |
| 青岛航空     | 宁波、哈尔滨 |
| 中国聯合航空 | 北京/大興 |
| 幸福航空     | 大连 |
| 大韩航空     | 首尔/仁川 |
| 济州航空     | 首尔/仁川 |
| 雅庫特航空   | 伯力 |

## 外部連結
- 威海国际机场（页面存档备份，存于）（简体中文）